# Primo Rojas
Primo Eliseo Rojas Peña (Bogotá, 5 de agosto de 1959) es un actor y comediante colombiano, reconocido principalmente por sus excéntricos monólogos teatrales, entre los que se destacan Las botas del tío Manuel (2001) y El Tímido y el amor  (1996).
Nacido en Bogotá en 1959, en el barrio Kennedy, Primo Rojas es un actor, director y escritor de teatro. Su experiencia de vida en la ciudad se refleja en su trabajo como comediante. Después de tres años de estudios en la Escuela de Teatro del Distrito en Bogotá, un hecho decisivo marcó su carrera: su encuentro con la obra de Darío Fo. En 1984, el Premio Nobel de Literatura de 1997 visitó Colombia y presentó varios de sus trabajos en el Teatro Colón de Bogotá.
Una feliz casualidad permitió que Primo Rojas asistiera a una de las presentaciones de Fo, lo que le causó un impacto profundo, comparable a una epifanía o revelación. Esta experiencia transformó por completo su visión del teatro y, aún más importante, lo que este podría llegar a ser. Utilizando únicamente su cuerpo y sus atributos, el actor y dramaturgo italiano ofreció sobre el escenario una muestra del más excelso arte teatral, basado en creaciones medievales de origen popular, cuya comicidad resultaba alucinante y completamente disonante con la tradición clásica y sus refinamientos exquisitos.
A partir de ese momento, Primo Rojas enfocó su mirada en la riqueza del humor popular, que, aunque había sido utilizado en el teatro colombiano, nunca se había explorado a fondo ni de manera sistemática hasta el punto de crear una atmósfera, un clima, un mundo estético propio. Este se convirtió en el propósito central de su trabajo.
La obra de Primo Rojas es un ejercicio de humor negro; su comprensión, ya sea racional o intuitiva, no resulta dolorosa sino divertida, podríamos decir: liberadora. En su propuesta escénica, cualquier vivencia puede transformarse en humor, un humor cargado de sutileza, con transiciones suaves, curvas amables y giros virtuosos. Los elementos dramáticos que utiliza —la degradación, la obscenidad y la crueldad— le sirven para romper todas las barreras taxonómicas, clasificatorias y disciplinarias que, en el ámbito académico, separan los universos popular e intelectual.  

## Carrera
Rojas cursó inicialmente estudios de derecho y antropología, pero los abandonó para dedicarse de lleno al teatro. Se inscribió en la Escuela de Teatro de Bogotá y a partir de entonces creó un show artístico poco convencional, utilizando maquillaje, atuendos, expresiones femeninas y muchas dosis de sarcasmo. Ha realizado una gran cantidad de presentaciones en importantes escenarios de su país como el Teatro Nacional La Castellana, Casa E y el Teatro Libre de Bogotá.
Además de su labor teatral, Rojas ha incursionado en la industria cinematográfica colombiana, registrando apariciones en producciones como Nadie sabe para quién trabaja y Los Oriyinales de Harold Trompetero y El silencio del río de Carlos Tribiño. También participó en el programa de televisión Los comediantes de la noche.

## Filmografía destacada

### Cine
- Nadie sabe para quién trabaja, de Harold Trompetero
- Los Oriyinales, de Harold Trompetero
- El silencio del río, de Carlos Trebiño

### Televisión
- Los comediantes de la noche

### Teatro
- De cómo un pobre entierra a la mamá
- Las botas del tío Manuel
- La elección de un marido
- Caín y Abel
- El traductor
- Plop
- El oso rococó
- El tímido y el amor
- Ridículos
- El misterio del water
- Judith Perpetua